# Joseph Noyon
Joseph Noyon (Joseph-Aimé-Paul), né le 3 octobre 1888 à Cherbourg (Manche), et décédé le 15 octobre 1962 à Boulogne-Billancourt (Hauts-de-Seine), est un compositeur de musique religieuse et organiste français.

## Biographie
Il s’initie à l’orgue et à la musique sacrée à la basilique Sainte-Trinité de Cherbourg, puis il est organiste à l’église Saint-Clément. En 1904, il se rend étudier à Paris, à l’École Niedermeyer, où il est élève de Charles Wilfrid de Bériot, Paul Viardot, Alfred Marichelle et Henri Dallier, puis il travaille avec Paul Vidal au Conservatoire de Paris. Il compte ensuite parmi les professeurs d’harmonie et de solfège de l'École Niedermeyer.
Durant sa carrière, il a été organiste du grand orgue et maître de chapelle à Saint-Cloud ; maître de chapelle à Notre-Dame d’Auteuil, accompagnateur des Chanteurs de la Sainte-Chapelle, chef des chœurs à la Radiodiffusion française, et maître de chapelle de Saint-Honoré-d’Eylau durant 12 ans.

## Œuvres
Plus de 400 œuvres, surtout de musique sacrée, dont :
- Hymne à la nuit (connu aussi sous le nom de : La Nuit de Rameau), chœur à 4 voix mixtes a cappella, écrit d'après de la musique de Jean-Philippe Rameau.
- L'enfance de l'Immaculée pour soli, chœur de voix de femmes, orgue et orchestre (dédié à Rose-Marie Paillet)

### Motets
- Cantate Domino, chœur à 4 voix mixtes, 2 orgues, trompettes et trombones.
- In Me Gratia (motet à la Sainte Vierge) pour 4 voix d’hommes
- Jérusalem acclame, pour chœur, soliste et orgue
- Laudate Dominum in sanctis (Ps. 150) pour 2 voix et orgue.
- Panis Angelicus pour 4 voix mixtes et orgue
- Notre Père, qui êtes aux cieux pour 4 voix mixtes et orgue
- Tantum Solennel, dit du Congrès, pour unisson de voix d'hommes, chœur à 4 voix mixtes, 2 orgues, trompettes et trombones,

### Harmonisations de Noëls
- Adeste fideles, pour 4 voix mixtes, hautbois et cordes
- Il est né le Divin Enfant, à 4 et 6 voix mixtes
- La marche des rois (Noël provençal attribué à Lully), à 4 voix mixtes
- Les anges dans nos campagnes, à 4 et 6 voix mixtes
- Sainte Nuit, à 4 voix mixtes

### Messes
- Messe de la Nativité sur des Noëls populaires à 2 ou 3 voix égales, ou à 4 voix mixtes avec orgue, Procure de musique religieuse (1942)
- Messe Brève et Facile en l'honneur du Saint Enfant-Jésus pour deux chœurs à voix égales et orgue.
- Messe en l’honneur de Frères des écoles chrétiennes pour 4 voix mixtes et orgue, instruments ad lib.
- Messe en l’honneur de saint Augustin pour 4 voix mixtes et orgue, instruments ad lib.,
- Requiem, pour soli, chœurs et orchestre, inédit (1949)
- Saint Jean-Baptiste de la Salle, oratorio en 7 parties pour soli, chœurs, orchestre et orgue, livret par le chanoine E. Blineau, Procure générale des Frères des écoles chrétiennes, (1950)
- Messe solennelle « Pax Christi » pour chœur à 4 voix mixtes, 2 orgues, trompettes et trombones, Procure générale (1953)
- Messe de Notre-Dame du Vœu, à deux voix égales avec accompagnement d’orgue, dédiée à l’abbé Adam, curé de Notre-Dame du Vœu à Cherbourg. Procure générale, 3, rue Mézières, Paris[2].

### Orgue
- Allegretto en sol
- Élévation en sol majeur(1924)
- Final en ut majeur
- Variations sur un vieux Noël

### Piano
- Impromptu
- Ouverture de concert
- Les heures roses
- Danses grecques

### Musique instrumentale
- Berceuse pour piano et violon (1919)
- Arioso pour violon et cordes
- Elégie pour cor et orgue ou piano
- Lamento pour violoncelle
- Aria pour quintette à cordes
- Concerto en ré majeur pour orgue et orchestre
- Divertissement Pastoral pour hautbois
- Esquisses normandes pour quatuor à vent
- Nocturne
- Marche funèbre

## Partitions
- L'enfance de l'Immaculée partition gratuite.
- La nuit partition gratuite.
- IMSLP Quelques partitions.